# Punk-O-Rama 4
Punk-O-Rama 4: Straight Outta the Pit is het vierde compilatiealbum uit de Punk-O-Rama-reeks. Het is de enige editie met een ondertitel. Het is tevens het eerste album dat nummers van bands bevat die onder contract staan bij het Zweedse sublabel Burning Heart Records, dat wordt gedistribueerd door het Noord-Amerikaanse Epitaph Records. Het bevat ook een nummer van Tom Waits dat via het sublabel ANTI- is uitgegeven. Alle nummers die op het album staan waren al eerder verschenen, behalve "Fight It" van Pennywise.

## Nummers
1. "Fight It" (Pennywise) - 2:15
2. "Second Best" (Pulley) - 1:49
3. "Faster Than the World" (H2O) - 2:17
4. "1998" (Rancid) - 2:46
5. "The Will the Message" (Bombshell Rocks) - 2:37
6. "Hopeless Romantic" (The Bouncing Souls) - 2:07
7. "The Getaway" (Ten Foot Pole) - 3:41
8. "Think the World" (All) - 1:21
9. "Snap Decision (At Rope's End)" (New Bomb Turks) - 2:23
10. "Generator" (Bad Religion) - 3:19
11. "I Will Deny" (Dwarves) - 1:39
12. "Let's Do This" (Straight Faced) - 1:23
13. "It's My Life" (Agnostic Front) - 2:29
14. "Weakend Revolution" (59 Times the Pain) - 2:19
15. "Summerholiday Vs. Punkroutine" (Refused) - 4:02
16. "They Always Come Back" (Voodoo Glow Skulls) - 3:23
17. "Twisted" (Zeke) - 1:56
18. "Don't Panic" (Gas Huffer) - 1:46
19. "Big in Japan" (Tom Waits) - 4:04
20. "Someone to Love?" (Gentleman Jack Grisham) - 2:52
21. "A Life's Story" (Union 13) - 2:09
22. "Picture This" (98 Mute) - 2:05
23. "Lucky" (Osker) - 2:14
24. "Mr. Clean" (Millencolin) - 2:39
25. "Kids of the K-Hole" (NOFX) - 4:49